# Hypobrycon poi
Hypobrycon poi es una especie de peces de la familia Characidae en el orden de los Characiformes.

## Hábitat
Vive en zonas de clima tropical.

## Distribución geográfica
Se encuentran en Sudamérica:  cuenca del río Uruguay en la Argentina.